# František Čuřík
František Čuřík (23. června 1876 Smíchov – 7. června 1944 Příbram) byl český matematik.

## Život
Od roku 1921 byl mimořádným a od roku 1922 řádným profesorem na Vysoké škole báňské v Příbrami. V letech 1924-1926 a 1927-1929 působil ve funkci rektora  a prosazoval stěhování Vysoké školy báňské do Prahy.
Je autorem několika vysokoškolských učebnic matematiky, odborně se zabýval také balistikou.
Za druhé světové války mu Němci nabízeli spolupráci při konstrukci balistických raket, což však odmítl a než by se nechal donutit ke spolupráci, raději spáchal sebevraždu. Původně pochován na hřbitově na Panské louce v Příbrami, později byl exhumován a převezen do Prahy.

## Dílo
- Základy vyšší matematiky. Díl I. Česká matice technická (ČMT), Praha, 1915 (první vydání), 1923 (druhé, přepracované vydání).
- Základy vyšší matematiky. Díl II. Počet integrální. ČMT, Praha, 1918 (první vydání), 1930 (druhé, přepracované vydání).
- Počet vyrovnávací: Methoda nejmenších čtverců v nauce a užití. ČMT, Praha, 1936.
- Matematické a statické tabulky I. ČMT, Praha, 1939.
- Matematika. ČMT, Praha, 1944 (druhé, přepracované a rozšířené vydání).